# Josh Franceschi
Josh Franceschi født 7. august 1990, er forsanger i det engelske rockband You Me at Six og har sit eget tøjmærke Down But Not Out (kommer fra bandets single Underdog "I'm down down but definitely not out. Forkortet DBNO).